# 1961 في العراق
فيما يلي قوائم الأحداث التي وقعت خلال عام 1961 في العراق.

## أحداث

### كانون الثاني
30 كانون الثاني - انعقاد مؤتمر وزراء خارجية العرب في بغداد

## برامج ومسلسلات وأنمي
- تحت موس الحلاق

## مواليد

### يناير
- 1 يناير – أبو أيوب عبد الهادي العراقي
- 1 يناير – أياز زاخويي
- 1 يناير – صونغول جابوك سياسية عراقية.
- 1 يناير – عبد الهادي العراقي
- 1 يناير – علي بابير

### فبراير
- 1 فبراير – عدنان حمد لاعب كرة قدم عراقي.
- 3 فبراير – عون حسين الخشلوك رجل أعمال عراقي.

### مايو
- 5 مايو – علي حسين شهاب لاعب كرة قدم عراقي.
- 8 مايو – عمر الراوي سياسي نمساوي.

### يوليو
- 1 يوليو – نزار عبد الزهرة لاعب كرة قدم عراقي.
- 27 يوليو – مازن الإشيقر

### أغسطس
- 16 أغسطس – غانم عريبي لاعب كرة قدم عراقي.

### سبتمبر
- 6 سبتمبر – باسل كوركيس لاعب كرة قدم عراقي.

### أكتوبر
- 10 أكتوبر – زيدون تريكو

### نوفمبر
- 1 نوفمبر – آسيا كمال ممثلة عراقية.
- 14 نوفمبر – محمد سالم الغبان سياسي عراقي.

## وفيات

### يناير
- 1 يناير – باقر الخفاجي (مواليد 1894) شاعر عراقي.
- 1 يناير – طه الهاشمي (مواليد 1888)
- 1 يناير – هاشم الوتري (مواليد 1893) طبيب وباحث عراقي.

### ديسمبر
- 10 ديسمبر – كاظم السوداني (مواليد 1884) شاعر عراقي.